# Ali Sultan
Ali Sultan, també as Ali Khalil, fou kan del Kanat de Txagatai (1342-1343). Era descendent de Qadan o Kadan, segon fill del gran kan Ogodei.
Sembla que va intentar agafar el poder ja vers 1338 al pujar al tron Yesun Temür, i es va mantenir rebel fins que el va poder derrotar el 1342, ocupant el ordo (palau) i usurpant el tron. Fou l'únic ogodeïda des de Kaidu Khan i el seu fill Chapar Khan que se'n va sortir i va poder exercir breument el govern, ja que altres membres de la seva branca que van governar més tard ja no van tenir cap poder. Fou un fervent musulmà que va perseguir als membres de les altres religions i va consolidar la conversió dels mongols del kanat a l'islam.
En circumstàncies desconegudes el va succeir Muhammad I ibn Pulad vers el 1442.